# Байрамов, Орудж Байрам оглы
Орудж Байрам оглы Байрамов (1907, село Качагани, Борчалинский уезд, Тифлисская губерния, Российская империя — 1986, село Качагани, Марнеульский район, Грузинская ССР) — звеньевой колхоза «Социализм» Марнеульского района, Грузинская ССР. Герой Социалистического Труда (1950).

## Биография
Родился в 1907 году в крестьянской семье в азербайджанском селе Качагани Борчалинского уезда. Окончил местную начальную школу. С раннего возраста трудился в сельском хозяйстве. В послевоенное время — звеньевой табаководов в колхозе «Социализм» Марнеульского района, председателем которого был Магамед Гамбар оглы Коджаев.
В 1949 году звено под его руководством собрало в среднем с каждого гектара по 29,1 центнера листьев табака сорта «Трапезонд» на участке площадью 3,6 гектара. Указом Президиума Верховного Совета СССР от 3 июля 1950 года удостоен звания Героя Социалистического Труда за «получение высоких урожаев кукурузы, табака и картофеля в 1949 году» с вручением ордена Ленина и золотой медали «Серп и Молот» (№ 5336).
Этим же указом званием Героя Социалистического Труда были награждены труженики колхоза «Социализм» табаководы Имран Исмаил оглы Мамедов и Дурсун Ахмед оглы Мамедов.
После выхода на пенсию проживал в родном селе Качагани. Умер в 1986 году.
Награды
- Герой Социалистического Труда
- Орден Ленина
- Медаль «За трудовую доблесть» (03.05.1949)